# این عشق آسان نیست
این عشق آسان نیست (به هندی: Yeh Ishq Nahin Aasaan) فیلمی محصول سال ۱۹۸۴ و به کارگردانی تینو آناند است. در این فیلم بازیگرانی همچون ریشی کاپور، پادمینی کولاپوری، آسرانی، افتخار، دیپیتی نوال، اوم پراکاش و یوگتا بالی ایفای نقش کرده‌اند.